# Arnau Pons Roig
Arnau Pons Roig   (Felanitx, 1965) és poeta, traductor, assagista i editor de poesia. Conrea la poesia en llengua catalana i la traducció al català de poetes alemanys, italians, francesos i portuguesos. També tradueix de l'hebreu.
La seva poesia s'ha inspirat força en Andreu Vidal, poeta de qui n'és el continuador natural i de qui n'ha seguit el mestratge.
És especialista en la poesia de Paul Celan, de qui ha traduït diverses obres i sobre qui ha escrit assajos i treballs de crítica literària. L'any 2015 li va ser concedit el Premio Nacional a la Mejor Traducción espanyol per la seva traducció de Cristall d'alè, de Celan.
En l'àmbit de l'anàlisi crítica i filològica, ha col·laborat amb Jean Bollack, de qui ha traduït algunes obres al castellà, i amb el Centre de Recerca Filològica (Centre de recherche philologique) de Lilla (França), fundat per aquell, dins el corrent de l'hermenèutica crítica.
El 2006 impulsà la protesta contra la judeofòbia «de saló» arran d'un llibre d'Abel Cutillas, cosa que generaria una llarga polèmica, de què ha derivat una denúncia més genèrica contra la criptojudeofòbia existent en la societat catalana, com en el llibre col·lectiu Escriure després (2012), dirigit pel mateix Arnau Pons.
El 2007, per encàrrec institucional de l'Institut Ramon Llull, fou curador, juntament amb Simona Skrabec, de Carrers de frontera, publicació editada amb motiu de la participació de Catalunya a la Fira de Frankfurt.
El 2020 fou convidat al prestigiós cicle 'Dilluns de poesia', celebrat al Centre d'Art Santa Mònica de Barcelona.

## Obra

### Poesia
- Llum de ganivet. (Eumo, 2012)
- Desertar. (Lleonard Muntaner, 2010)
- A desclòs. (Negranit-Associació Noesis de Catalunya, 1996)
- Intromissió. (Empúries, 1991)

### Assaig
- Artaud, cruz entre dos rostros (Barcelona: Hurtado & Ortega, 2023)
- La traducció, la vida (Catarroja: Afers, 2021)
- Amb aquestes mans. Escrits sobre autors catalans contemporanis (Pròleg de Blanca Llum Vidal. Epíleg de Marçal Font. (Barcelona: Poncianes, 2021)
- Lecturas de «Cristal de Aliento» de Paul Celan. Amb Jean Bollack. (Barcelona: Herder, 2020)
- Epíleg a La mort i la primavera, de Mercè Rodoreda (Barcelona: Club Editor, 2017)
- Escriure després. Racisme refinat, banalització erudita d'Auschwitz (Palma: Lleonard Muntaner, 2012)
- Nissaga d'abolits: seguit de Rúfol de Khlèbnikov (Palma: Lleonard Muntaner, 2010)
- Carrers de frontera, dos volums. (Barcelona: Generalitat de Catalunya, 2007-2008)
- Celan, lector de Freud: una conferència. (Palma: Lleonard Muntaner, 2006)

### Traduccions
- La rosa de ningú, de Paul Celan (Cornellà: LaBreu, 2025)
- L'home que seu al passadís, de Marguerite Duras (Catarroja: Afers, 2023)
- Sobre el concepte d'història, de Walter Benjamin (Barcelona: Flâneur, 2019)
- El dolor, de Marguerite Duras, amb Blanca Llum Vidal. (Cornellà: LaBreu, 2019)
- Thomas l'obscur, de Maurice Blanchot (Barcelona: Flâneur, 2019)
- Heliogàbal o l'anarquista coronat, d'Antonin Artaud (Barcelona: Edicions Poncianes, 2018)
- Reixes de llengua, de Paul Celan (Cornellà: LaBreu, 2018)
- Cristall d'alè = Atemkristall de Paul Celan; traducció, Arnau Pons; esbossos de comprensió, Jean Bollack; complements orgànics, Arnau Pons. (Cornellà: Labreu, (2014)
- Cartes, de Sibilla Aleramo. (Palma: Lleonard Muntaner, 2013)
- Els gossos, d'Hervé Guibert. (Barcelona: Galàxia Gutenberg, 2013)
- De llindar en llindar, de Paul Celan. (Cornellà: LaBreu, (2012)
- Elogi de la desobediència: seguit del guió de la pel·lícula «Un especialista» (el judici d'Eichmann a Jerusalem), de Rony Brauman. (Palma: Lleonard Muntaner, 2008)
- Cants òrfics, de Dino Campana. (Palma: Lleonard Muntaner, 2007)
- El canto del pueblo judío asesinado: Edición trilingüe: ídish, castellano-judeo español, de Itzhak Katzenelson. (Barcelona: Herder, 2006)
- Estudios sobre Celan, de Peter Szondi. (Madrid: Trotta, 2005)
- La muerte de Antígona: la tragedia de Creonte, de Jean Bollack. (Madrid: Arena Libros, 2004)
- Piedra de corazón: un poema póstumo de Paul Celán, de Jean Bollack. (Madrid: Arena Libros, 2002)
- Última ciència, de Herberto Helder. (Lleida: Pagès, 2000)

## Premis
- Premio Nacional de Traducción per Cristall d'Alè, de Paul Celan (2014)[9]